# شوینتوکژسکی ناتیونال پارک
شوینتوکژسکی ناتیونال پارک (به لهستانی:  Świętokrzyski National Park) یک منطقهٔ مسکونی در لهستان است که در Świętokrzyskie Voivodeship, Poland واقع شده‌است.